# مبنى 70 شارع باين
مبنى 70 شارع باين - المعروف سابقا باسم مبنى الأمريكية الدولية، هو عبارة عن مبنى مكون من 66 دور بارتفاع، 952 قدم (290 متر) تقع في زاوية شارع بيرل في الحي المالي بمانهاتن، مدينة نيويورك. وبني في الاعوام 1931-1932 من قبل شركة سيرفس كومبني لبارون النفط والغاز هنري لاثام دوهرتي، وصمم من قبل شركات من كلينتون وراسل وهولتون وجورج في نمط آرت ديكو. اختير في عام 2011 بأحد معالم مدينة نيويورك.

## التاريخ

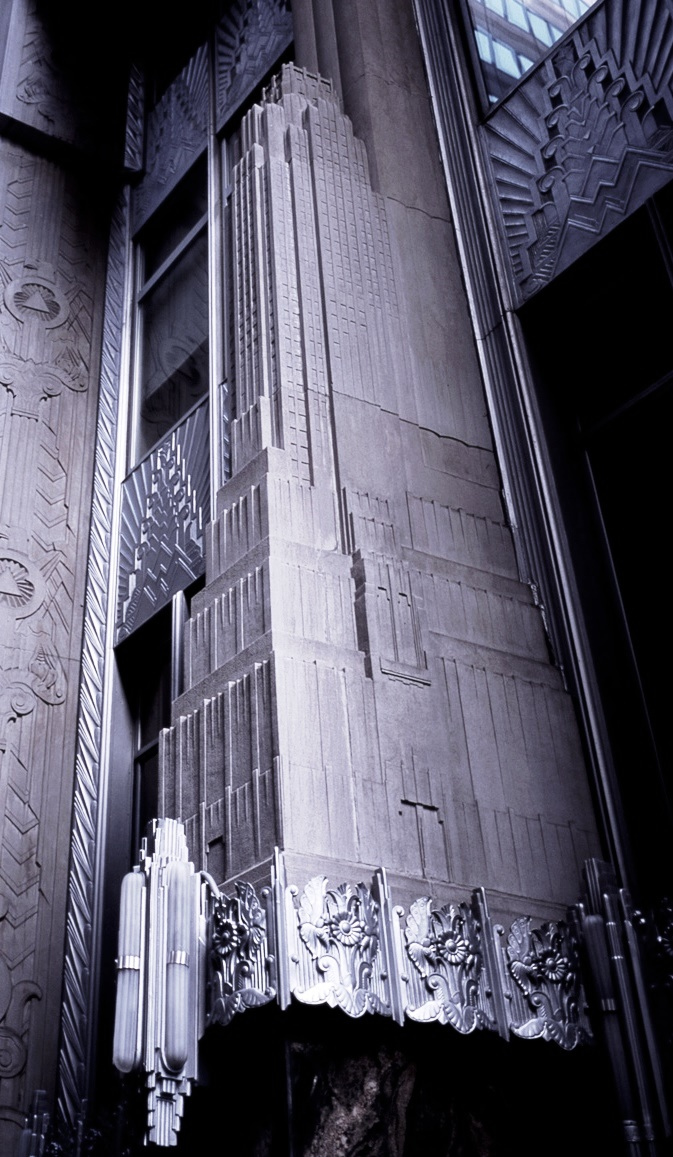
ادرج نموذج مصغر للمبنى فوق المدخل

شيد المبنى خلال سباق ناطحات السحاب بمدينة نيويورك، يمتاز المبنى بالنمط القوطي الطراز المعماري الشعبي في ذلك الوقت. عند الانتهاء منه اعتبر ثالث أطول مبنى في العالم، بعد مبنى امباير ستيت ومبنى كرايسلر. وكان أطول مبنى في مانهاتن السفلى حتى 1970s عندما تم الانتهاء من مركز التجارة العالمي. وبعد هجمات 11/9، استعاد مكانة كأعلى مبنى في وسط المدينة. هو حاليا سادس أطول بمنى في مدينة نيويورك وأطول 17 مبنى في الولايات المتحدة. واعتبر في عام 2012 الرقم 73 مبنى في العالم